# Jinggang Shan (999)
El Jinggang Shan (999) es un LPD (landing platform dock) Tipo 071 de la Armada del Ejército Popular de Liberación. Fue botado en 2010 y asignado en 2011.

## Desarrollo
Como nave de la clase Tipo 075, fue construido por el astillero Hudong-Zhonghua Shipbuilding de Shanghái. Fue botado en 2010 y asignado en 2011.

## Historial operativo
El 9 de marzo de 2014, el barco fue desplegado en la búsqueda del desaparecido vuelo 370 de Malaysia Airlines.